# Saint-Avold
Saint-Avold je naselje in občina v severovzhodnem francoskem departmaju Moselle regije Lorene. Leta 1999 je naselje imel 17.473 prebivalcev.

## Geografija
Kraj leži v severovzhodni Franciji ob reki Rosselle v bližini meje z Nemčijo.

## Administracija
Saint-Avold je sedež dveh kantonov:
- Kanton Saint-Avold-1 (del občine Saint-Avold, občine Altwiller, Diesen, Folschwiller, Porcelette, Valmont: 28.837 prebivalcev),
- Kanton Saint-Avold-2 (del občine Saint-Avold, občine Carling, Hombourg-Haut, L'Hôpital, Lachambre, Macheren: 39.674 prebivalcev).

Oba kantona sta sestavna dela okrožja Forbach.

## Zanimivosti
- Bazilika Notre-Dame-de-Bonsecours,
- opatijska cerkev Saint-Nabor,
- ameriško vojaško pokopališče z več kot 10.000 grobovi, iz obdobja druge svetovne vojne,
- V kraju je bil rojen Janez Valentin Metzinger (1699-1759), francosko-slovenski baročni slikar.

## Pobratena mesta
- Dudweiler (Nemčija),
- Fayetteville (Severna Karolina, ZDA).